# Molluscicide
Een molluscicide is een chemisch bestrijdingsmiddel tegen weekdieren, in het bijzonder slakken en naaktslakken, in de land- en tuinbouw. Tot de mollusciciden behoren:
- metaalzouten, bijvoorbeeld aluminiumsulfaat en ijzer(III)fosfaat. Deze zouten zijn weinig toxisch voor hogere organismen en de mens.
- metaldehyde
- acetylcholinesteraseremmers, die werken als een contactgif en niet door ingestie zoals de voorgaande stoffen. Deze stoffen zijn echter niet alleen giftig voor weekdieren maar ook voor zoogdieren en de mens.